# Westerschelde & Saeftinghe
Westerschelde & Saeftinghe este o arie protejată (arie specială de conservare — SAC, sit de importanță comunitară — SCI) din Țările de Jos întinsă pe o suprafață de 44.052 ha, din care 25 % marine.

## Localizare
Centrul sitului Westerschelde & Saeftinghe este situat la coordonatele 51°22′52″N 3°46′57″E / 51.3812°N 3.7825°E.

## Înființare
Situl Westerschelde & Saeftinghe a fost declarat sit de importanță comunitară în iulie 1998 pentru a proteja 1 specie de plante și 7 specii de animale. Situl a fost protejat și ca arie specială de conservare în februarie 2010.

## Biodiversitate
Situată în ecoregiunile atlantică și marină Atlantică, aria protejată conține 11 habitate naturale: Bancuri de nisip acoperite în permanență slab de apă marină, Estuare, Terase mlăștinoase și terase nisipoase neacoperite de apă la reflux, Salicornia și alte specii anuale care populează regiunile mlăștinoase și nisipoase, Pajiștile Spartina (Spartinion maritimae), Pășuni atlantice udate de apa mării (Glauco-Puccinellietalia maritimae), Dune mobile cu vegetație embrionară, Dune mobile de-a lungul țărmului cu Ammophila arenaria („dune albe”), Dune de coastă fixe cu vegetație erbacee („dune gri”), Dune cu Hyppophaë rhamnoides, Depresiuni intradunale umede.
La baza desemnării sitului se află mai multe specii protejate:
- plante (1): moșișoare (Liparis loeselii)
- mamifere (3): Halichoerus grypus, focă obișnuită (Phoca vitulina), marsuin (Phocoena phocoena)
- nevertebrate (1): Vertigo angustior
- pești (3): Alosa fallax, Lampetra fluviatilis, Petromyzon marinus